# The Belko Experiment
The Belko Experiment är en amerikansk actionpsykologiskräckfilm från 2016, som hade biopremiär i USA den 17 mars 2017, samt i Sverige den 21 april samma år. Filmen är regisserad av Greg McLean och skriven av James Gunn, som dessutom agerar som filmproducent, tillsammans med Peter Safran. Huvudrollerna spelas av John Gallagher, Jr., Tony Goldwyn, Adria Arjona, John C. McGinley, Melonie Diaz, Josh Brener, och Michael Rooker.
Huvudfotograferingen för filmen påbörjades i Colombias huvudstad Bogotá, den 1 juni 2015. Den avslutades sedan därefter den 12 juli samma år.

## Handling
Filmens handling utspelar sig i Colombias huvudstad Bogotá, och kretsar kring åttio amerikaner, som arbetar för ett företag vid namn Belko Industries, beläget i den tidigare nämnda huvudstaden. En dag blir företagets alla anställda helt plötsligt inlåsta i själva arbetsbyggnaden, samtidigt som en mystisk röst mitt ifrån ingenstans meddelar dem om, att om de inte sätter igång med att börja döda varandra, så kommer de själva att bli dödade.

## Rollista (i urval)
| John Gallagher, Jr.  | – Mike Milch           |
| Tony Goldwyn         | – Barry Norris         |
| Adria Arjona         | – Leandra Florez       |
| John C. McGinley     | – Wendell Dukes        |
| Melonie Diaz         | – Dany Wilkins         |
| Owain Yeoman         | – Terry Winters        |
| Sean Gunn            | – Marty Espenscheid    |
| Brent Sexton         | – Vince Agostino       |
| Josh Brener          | – Keith McLure         |
| David Dastmalchian   | – Alonso "Lonny" Crane |
| David Del Rio        | – Roberto Jerez        |
| Gregg Henry          | – Rösten               |
| Michael Rooker       | – Bud Melks            |
| Rusty Schwimmer      | – Peggy Displasia      |
| Gail Bean            | – Leota Hynek          |
| Abraham Benrubi      | – Chet Valincourt      |
| Stephen Blackehart   | – Robert Hickland      |
| Benjamin Byron Davis | – Antonio Fowler       |
| Andrés Suárez        | – Bradley Lang         |
| Mikaela Hoover       | – Raziya Memarian      |
| Kristina Lilley      | – Sarah Mariana        |